# Ибис (футбольный клуб)
«Ибис» (порт. Íbis Sport Club) — бразильский футбольный клуб из города Паулиста, штат Пернамбуку.
На данный момент выступает в Серии A3 региональной Лиги Пернамбукано. Домашние матчи проводит на стадионе «Адемир Кунья» . Cчитался одним из худших клубов мира из-за своей ужасной игры, в особенности в 70-х и 80-х годах.

## История
В 1938 году в штате Пернамбуку известный бразильский предприниматель, владелец крупной хлопковой фабрики под названием Tecelagemde Seda e Algodão Жоао Кейрос, озаботившись физическим здоровьем своих работников, принял решение организовать при заводе любительский футбольный коллектив, получивший название «Ибис» в честь древнеегипетской священной птицы.
Через несколько лет команде был присвоен профессиональный статус.
Одним из самых известных игроков в истории клуба является Эдва́лду Изи́диу Нету, более известный как Вава́ — двукратный победитель ЧМ в составе национальной сборной Бразилии.
В 1980-х годах официальные представители Книги рекордов Гиннесса признали «Ибис» худшим футбольным клубом мира, поскольку за первые 60 лет со дня своего основания клуб забил лишь 120 мячей, в среднем по 2 мяча в год, при том факте, что в свои ворота коллектив пропустил в общей сложности 3700 голов.
В период с 1980 по 1984 годы «Ибис» не знал побед в течение 3 лет и 11 месяцев, пропуская в некоторых встречах от 30 до 40 мячей.

## Клуб и его болельщики
Несмотря на не самую результативную игру «Ибиса», у него имеется довольно многочисленное фанатское движение.
Согласно нескольким проведенным опросам среди болельщиков, лучшим игроком за всю историю клуба был признан атакующий полузащитник Мауро Тешейра Торпе "Шампунь". Спортсмен получил такое прозвище, поскольку его в шутку облили шампунем во время презентации в новой команде. Он играл в "Ибисе" под номером 10 в течение 10 лет, отличившись за все это время лишь единожды. В том матче его коллектив проиграл клубу «Ферровьярио Ресифи» со счетом 1:8. Забив гол, Мауро на радостях пробежал вдоль всех трибун стадиона.
Сейчас экс — футболист работает парикмахером.
В 2017 году группа из 10 фанатов «Ибиса» провела на его домашнем поле несколько акций протеста против политики клубных функционеров после трех подряд побед команды. «Руководство — вон» — гласила надпись, размещенная на баннерах.

## Ужасный стиль игры как бренд
Постепенно клубное руководство пришло к выводу, что отвратительная игра приносит команде неплохую славу и сделало это настоящим "брендом" команды.
В 2015 году на пост главного тренера «Ибиса» руководство пригласило известного специалиста Жозе Моуринью, с которым незадолго до этого разорвал контракт лондонский «Челси». Перед тренером сразу было поставлено условие: если команда одержит две победы кряду, он немедленно будет уволен. В случае поражения Жозе обещали выдать премию — щенка или котенка на выбор.
Ни сам португалец, ни его личные агенты на это предложение никак не отреагировали.

## Победы
В 1999 году команда завоевала итоговое второе место во втором по силе региональном дивизионе. Однако добиться большего успеха у футболистов не получилось, поскольку в клубе не нашлось денег на зарплаты игрокам, и «Ибис» вновь вылетел в низшую лигу.
В 2021 году команда вновь выбралась в высший региональный дивизион и провела в нём два сезона. Однако за следующие два сезона она вылетела в третий дивизион штата.